# Hur man stoppar ett bröllop
Hur man stoppar ett bröllop är en  film med manus och regi av Drazen Kuljanin från 2014.  Filmen är Kuljanins debutlångfilm.

Den tilldelades pris för bästa film i kategorin 1-2 Competition i oktober vid internationella filmfestivalen i Warszawa 2014.

## Handling
Två främlingar hamnar av en slump i samma tågkupé på väg till ett och samma bröllop, ett bröllop som de båda vill stoppa.

## Rollista
- Lina Sundén - Amanda
- Christian Ehrnstén - Philip

## Tillkomst
Filmen spelades in under en dag, på en tågresa mellan Malmö och Stockholm på under sex timmar. 
Filmen är uppdelad i åtta kapitel, där det mellan kapitlen har förflutit olika lång tid för de två resenärerna Amanda och Philip.
Budgeten var endast 600 000 kronor.

Produktionsbolag är Way Creative Films AB och samproducenter Film i Skåne 

## Utgivning
Filmen hade premiär den 16 oktober vid internationella filmfestivalen i Warszawa 2014, och biopremiär på 32 biografer i 20 städer i Polen den 5 juni 2015. 
I Sverige hade filmen biopremiär 28 augusti 2015 på Panora i Malmö, Kino i Lund, Röda Kvarn i Helsingborg samt Röda Kvarn i Ängelholm. 